# Манасијева хроника
Манасијева хроника је средњовековни писани споменик, превод Светске хронике византијског писца Константина Манасије. Оригинални текст је написан у облику стиха и састоји се од 6733 стиха. Обухвата догађаје од стварања света до почетка владавине византијског цара Алексија I Комнина (1081-1118). Летопис је написан на захтев севастократора Ирине, жене севастократора Андроника Комнина, брата цара Манојла I Комнина.
Превод је урађен у прози 1335-1345. по налогу бугарског цара Јована Александра (1331-1371) и има 19 додатака везаних за историју Бугарске. Сачувано је 5 спискова.
И садржај и систем слика и стил Летописа Константина Манасије имали су велики утицај на староруску књижевност, посебно на летописно-хронографска дела (Руски хронограф; Никонов летопис; Зборник илустрованих летописа; Казанска историја; „Повест о почетак Москве“ итд.).
Московски, или Синодални, препис је бугарско издање, најстарији сачувани примерак летописа, сачуван у збирци свештеника Филипа из 1345. године. Примерак је донео из  манастира Хиландара и дао га је патријарху Никону 1665. јеромонах Арсеније (Суханов), у вези са планираном реформом богослужбених књига у Русији у 17. веку. Сада се налази у Државном историјском музеју у Москви.
Ватикански препис се састоји од 206 пергаментних листова. Једини је илустрован оригиналним минијатурама - 69 комада са више од 100 засебних сцена. Овај препис се чува у Ватиканској библиотеци.
Тулчанска копија је бугарско издање из 16.-17. века, које се чува у збирци рукописа Румунске академије наука у Букурешту.
Хиландарски препис из 1510. године представљен је у српскословенском издању и чува се у манастиру Хиландару.
Новгородска, односно софијска копија из 17. века такође је забележена у српскословенском издању и чува се у Руској националној библиотеци у Санкт Петербургу.